# Molaire (dent)
Pour les articles homonymes, voir Molaire.

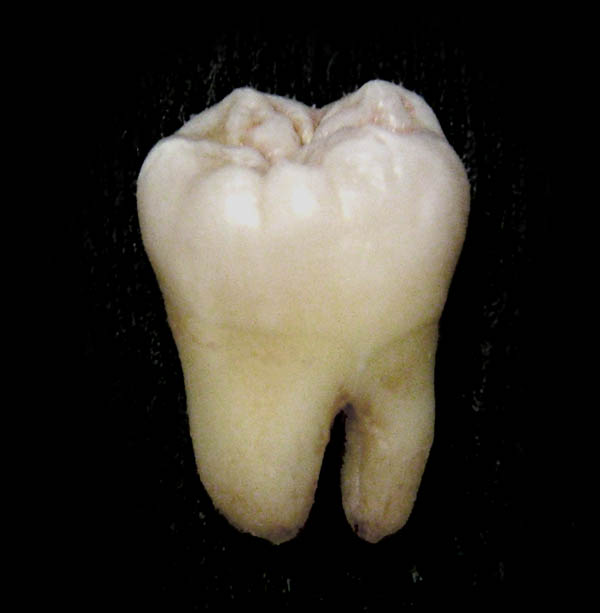
Une molaire humaine.

Les molaires (ou dents molaires) font partie des dents postérieures de la denture des mammifères. Ce sont les plus postérieures des dents postérieures et des arcades dentaires.

## Types de molaires

### Humaines
Un humain possède douze molaires définitives, six supérieures et six inférieures, et huit molaires lactéales, quatre supérieures et quatre inférieures.
Les quatre plus antérieures sont les premières molaires et juste derrière la deuxième molaire. La plus postérieure est la troisième molaire ou dent de sagesse inconstante
Les premières et deuxièmes molaires lactéales sont situées juste derrière les canines. Elle tombent entre 9 et 12 ans pour être remplacées par les prémolaires.
Les molaires définitives se situent derrière les deuxièmes prémolaires..
Leur couronne possède plusieurs cuspides.
Les dents molaires supérieures ont trois racines : deux racines vestibulaires et une racine palatine qui possèdent chacune leur canal.
Les molaires inférieures ont deux racines : une médiale et une latérale. Elles possèdent un canal large et aplati dans la racine latérale et deux canaux dans la racine médiale.
Elles ont une fonction masticatoire, servant à écraser la nourriture, et une fonction de calage postérieur de la mandibule, l'empêchant de glisser vers l'avant.

### Autres animaux
Les molaires changent considérablement d'une espèce à l'autre. Elles ont donc différents noms :
- Tribosphénique : qui équipent les mâchoires des insectivores et des ornithorynques. Les molaires du haut possèdent trois pointes alignées ou en triangle mais décalées sur le maxillaire et la mandibule pour être oclusales et pouvoir broyer, celles du bas en possèdent deux alignées et une troisième sur le côté.
- Quadrate ou Euthémorphique : qui équipent les primates, dont l'humain. Quatre crevasses en rectangle, parfois cinq.
- Bunodonte : au lieu de pics aiguisés, ce sont des bosses arrondies.
- Hypsodonte : il y a beaucoup d'émail et de dentine au-dessus de la gencive et sur la pulpe de la dent. De telles molaires se retrouvent chez les mammifères tels que le cheval.
- Zalambdodonte : la dent possède une crevasse centrale en forme de lambda (Λ).
- Dilambdodonte : comme une dent zalambdodonte, mais avec deux crevasses par dent.
- Lophodonte : la dent possède des stries perpendiculaires à la mâchoire comme chez les rongeurs[1]
- Sélénodonte
- Loxodonte

## Pression
Comme les prémolaires, elles supportent des pressions importantes. La pression diminue en raison de l'interposition du bol alimentaire qui s'écrase sous la pression.[réf. nécessaire]

## Composition interne

Détail d'une molaire humaine. 1. Dent.
2. Émail.
3. Dentine.
4. Pulpe dentaire (5. pulpe caméral, 6. pulpe radiculaire).
7. Cement.
8. Couronne (9. cuspide, 10. sillon).
11. Collet.
12. Racine (13. furcation, 14. apex radiculaire,, 15. foramen apical).
16. Sulcus.
17. Parodonte.
18. Gencive (19. libre, 20. marginale, 21. attachée).
22. Ligament parodontal.
23. Os alvéolaire.
24. Nerfs et vaisseaux (25. dentaire, 26. parodontaux, 27. nerf alvéolaire).

## Variations morphologiques

### Tubercule de Bolk
Le tubercule de Bolk, également appelé parastyle de Dahlberg, a été décrit par Louis Bolk. Il s'agit d'une excroissance de l'émail située le plus souvent sur la face vestibulaire ou l'angle mésio-vestibulaire de la deuxième molaire maxillaire. Lorsqu'il est observé sur une première molaire mandibulaire, il est appelé protostylide de Dahlberg.

## Galerie

La cavité buccale
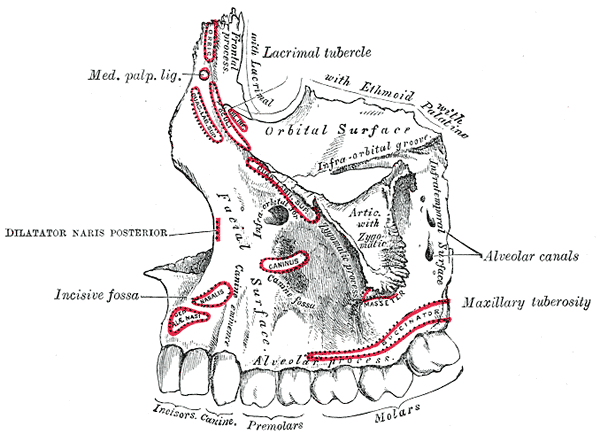
Maxillaire gauche. Vue externe

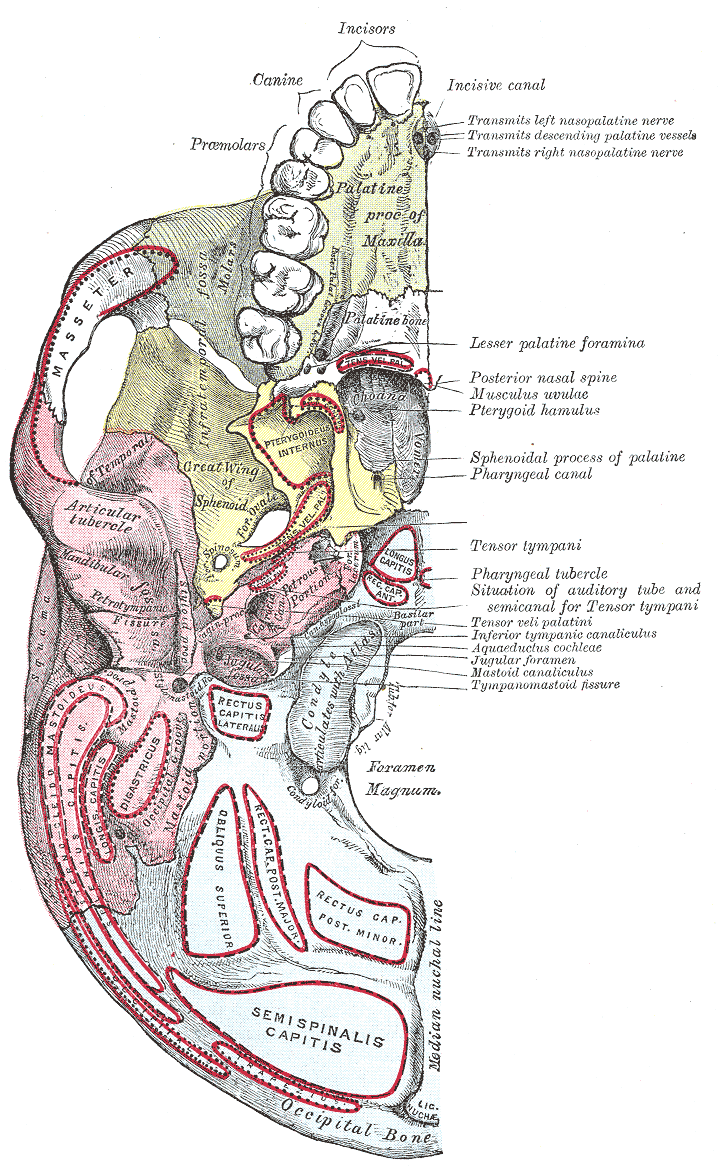
Base du crâne
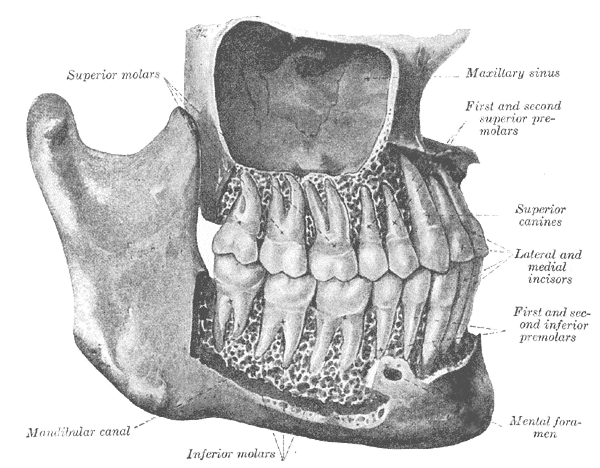
Denture permanente.